# Sony Interactive Entertainment

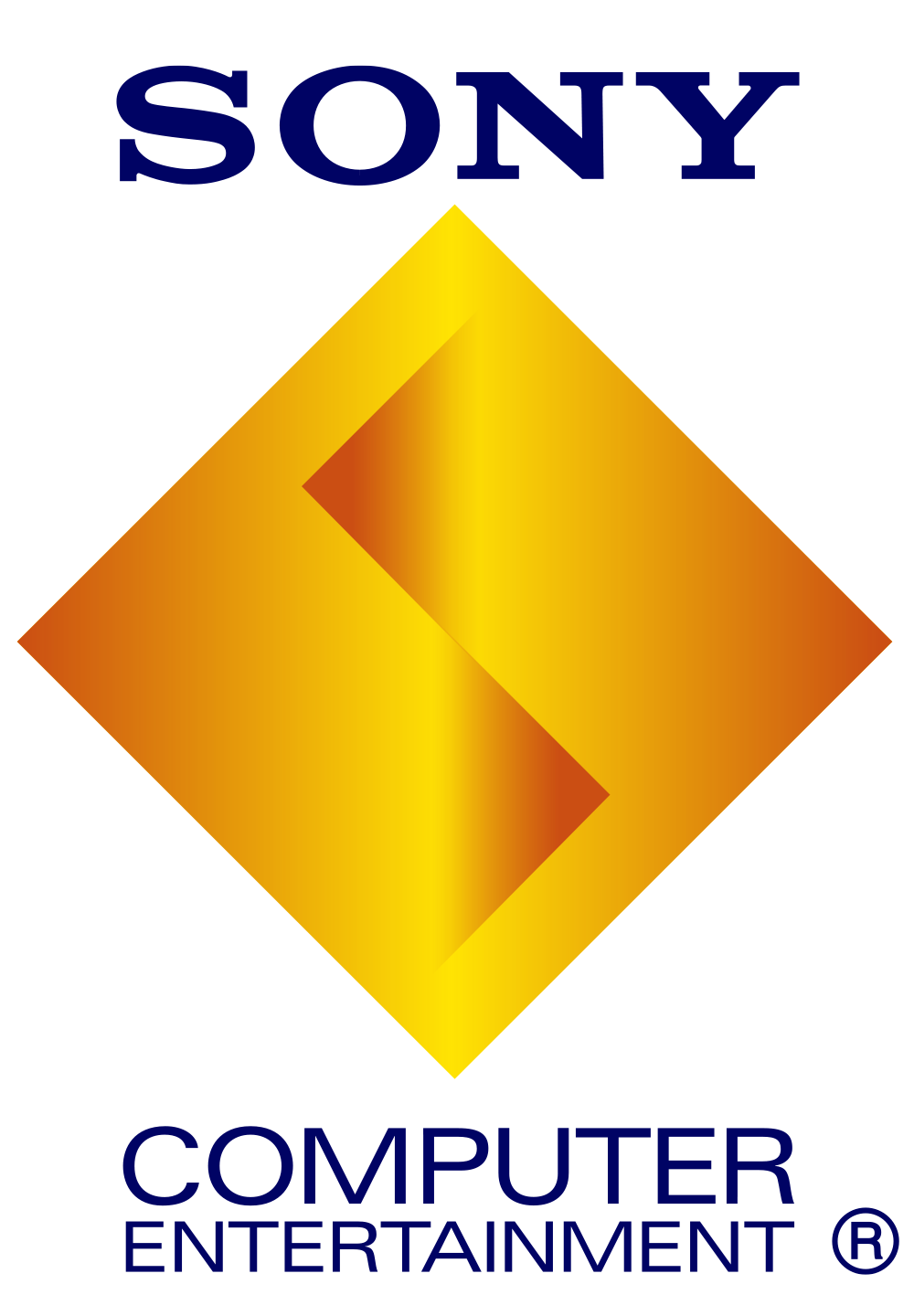
Логотип до 2016 года

Sony Interactive Entertainment (яп. ソニー・インタラクティブエンタテインメント Сони: Интарактибу Энтатэймэнто), также известна под брендом PlayStation (яп. プレイステーション Пурэйсутэ:сён) — американская транснациональная видеоигровая и развлекательная дочерняя компания конгломерата Sony Group Corporation.
Sony Interactive Entertainment владеет игровым подразделением PlayStation Studios, киностудией PlayStation Productions, игровой студией Bungie, а также компанией Audiokinetic, предоставляющая игровой индустрии звуковое программное обеспечение. Также занимается разработкой и изучением программного и аппаратного обеспечения для консолей PlayStation и сторонних компаний.
SIE состоит из двух юридических лиц: Sony Interactive Entertainment, LLC (SIE LLC) (расположенное в Сан-Матео, Калифорния, США) и Sony Interactive Entertainment, Inc. (SIE Inc.) (расположенное в Минато, Токио, Япония)

## История

### Создание, выпуск PlayStation и расширение в Северной Америке (1993—2005)
Sony Computer Entertainment, Inc. (SCEI) была основана совместно c Sony и её дочерней компанией Sony Music Entertainment Japan в 1993 году для управления предприятиями компании в индустрии компьютерных игр.
Оригинальная консоль PlayStation была выпущена 3 декабря 1994 года в Японии.
Компания расширилась из Японии в Северную Америку и в Европу, где она основала свои первые филиалы Sony Computer Entertainment America (SCEA) в мае 1994 года (в Фостер-Сити, Калифорния) и Sony Computer Entertainment Europe (SCEE) в январе 1995 года (в Лондоне, Англия).
За несколько месяцев до выхода PlayStation на западные рынки, была проведена реструктуризация: в июле 1995 года весь маркетинг компьютерных игр от Sony Imagesoft был передан в SCEA, при этом наиболее пострадавшие сотрудники были переведены из Санта-Моники в Фостер-Сити. 7 августа 1995 года Стив Рэйс неожиданно ушел в отставку и через три дня был назначен генеральным директором Spectrum HoloByte. Его заменил ветеран Sony Electronics Мартин Хомлиш. Это оказалось началом череды исключительной смены руководителей, когда SCEA сменила четырёх президентов за один год.
Консоль PlayStation была выпущена в США 9 сентября 1995 года.
В рамках всемирной реструктуризации в начале 1997 года, Sony Computer Entertainment America и Sony Computer Entertainment Europe были преобразованы в 100 % дочерние компании Sony Computer Entertainment, Inc..
Запуск PlayStation 2 состоялся в Японии 4 марта 2000 года и в США 26 октября 2000 года.
1 июля 2002 года председатель SCEI Сигэо Маруяма был заменен Тамоцу Иба. Джек Треттон и Фил Харрисон также были назначены старшими вице-президентами SCE.

### Создание SCE Worldwide Studios, приобретения и реструктуризация (2005—2011)
14 сентября 2005 года SCEI сформировала SCE Worldwide Studios (SCE WWS), единое внутреннее подразделение для контроля над всеми студиями разработки, находящимися в полной собственности SCEI. Оно стало ответственно за творческое и стратегическое направление разработки и производства всего программного обеспечения для компьютерных развлечений всеми студиями, принадлежащими SCEI.
8 декабря 2005 года компания Guerrilla Games (серия игр Killzone), была приобретена Sony Computer Entertainment в рамках SCE WWS.
24 января 2006 года компания-разработчик Zipper Interactive (серия игр Socom), была приобретена Sony Computer Entertainment в рамках SCE WWS.
В марте 2006 года, Sony объявила о создании онлайн-сервиса для своей будущей системы PlayStation 3, на совещании PlayStation Business Briefing в 2006 году. Предварительно была названа «PlayStation Network Platform», а в конечном итоге называлась просто «PlayStation Network» (PSN). Sony также заявила, что услуга всегда будет подключена бесплатно и будет включать поддержку многопользовательской игры.
PS3 была выпущена в Японии 11 ноября 2006 года и в США 17 ноября 2006 года. Сеть PSN также была запущена в ноябре 2006 года.
30 ноября 2006 года президент SCEI Кэн Кутараги был назначен председателем SCEI, а Кадзуо Хираи, тогдашний президент SCEA, был назначен президентом SCEI.
26 апреля 2007 года Кен Кутараги ушел с поста председателя SCEI, передав свои обязанности недавно назначенному президенту SCEI Кадзуо Хираи.
20 сентября 2007 года разработчики Evolution Studios и BigBig Studios (серия игр MotorStorm) были приобретены Sony Computer Entertainment в рамках SCE WWS.
16 мая 2008 года, Сюхэй Ёсида был назначен президентом SCE WWS, заменив Кадзуо Хираи, который временно исполнял обязанности президента после того, как Фил Харрисон покинул компанию в начале 2008 года.
15 апреля 2009 года, Дэвид Ривз, президент и главный исполнительный директор SCE Europe, объявил о своем предстоящем уходе со своего поста. Он присоединился к компании в 1995 году и был назначен председателем SCEE в 2003 году и затем президентом в 2005 году. Его роль президента и генерального директора SCEE возьмет на себя Эндрю Хаус, который присоединился к Sony Corporation в 1990 году.
1 апреля 2010 года SCEI была реорганизована, для объединения подразделений Sony по мобильной электронике и персональным компьютерам. Основное японское подразделение SCEI было временно переименовано в «SNE Platform Inc.». (SNEP) и разделено на два подразделения, занимающихся различными аспектами: «Sony Computer Entertainment, Inc.», состоящая из 1300 сотрудников, занимающихся консольным бизнесом и бизнес сетевых услуг, состоящий из 60-70 сотрудников. Бизнес сетевых услуг SCEI был позже поглощен Sony Corp. Network Products & Service Group (NPSG), которую уже возглавлял Кадзуо Хираи с апреля 2009 года. Первоначальная SCEI была затем распущена после реструктуризации
.
Реструктуризация затронула североамериканский и европейский филиалы SCEI, которые остались в составе SCEA и SCEE. Кадзуо Хираи, к тому времени генеральный директор SCEI и исполнительный вице-президент Sony Corporation, возглавлял оба департамента
2 марта 2010 года компания Media Molecule (LittleBigPlanet), была приобретена SCEI как часть SCE WWS. 23 августа 2010 года штаб-квартира компании переехала из Аояма в Sony City (штаб-квартира Sony Corporation) в Минато, город Токио.
20 апреля 2011 года компания SCEI стала жертвой хакерской атаки на её систему PlayStation Network, которая также затронула её онлайн-подразделение Sony Online Entertainment. 1 августа 2011 года была приобретена студия Sucker Punch Productions (Sly Cooper и InFamous).

### Выпуск PlayStation Vita, PlayStation 4 и расширение в Китае (2011—2016)
В январе 2012 года BigBig Studios была закрыта, а Cambridge Studio, переименованная в Guerrilla Cambridge, стала дочерней студией Guerrilla Games.
В марте 2012 года компания Zipper Interactive была закрыта.
25 июня 2012 года Кадзуо Хираи ушёл с поста председателя Sony Computer Entertainment; однако он остается в совете директоров.
2 июля 2012 года Sony Computer Entertainment приобрела Gaikai, облачный игровой сервис.
В августе 2012 года Studio Liverpool (серия игр Wipeout и Formula One), была закрыта.
20 августа 2013 года был опубликован пресс-релиз, в котором объявлена дата выпуска консоли PlayStation 4 (PS4). PS4 вышла 15 ноября 2013 года для Северной Америки и 29 ноября 2013 года для Европы, Австралии, Центральной и Южной Америки.
После заявления китайского правительства в январе 2014 года о снятии 14-летнего запрета на игровые консоли в стране, PS4 должна была стать первой игровой консолью Sony, официально и законно выпущенной в Китае после PlayStation 2 (запрет был принят в 2000 году для защиты психического здоровья молодых людей).
6 марта 2014 года президент и генеральный директор Sony Computer Entertainment of America Джек Треттон объявил, что уходит со своей должности в конце месяца, сославшись на взаимное соглашение между ним и SCEA о прекращении его контракта. Джек Треттон работал в SCEA с 1995 года и был одним из основателей исполнительной команды компании. Он участвовал в запуске всех платформ PlayStation в Северной Америке, включая оригинальную PlayStation, PS2, PSP, PS3, PSN, PS Vita и PS4. Джек Треттон был заменен Шоном Лейденом, который с 1 апреля 2014 года был вице-президентом и главным директором по операциям Sony Network Entertainment International. 31 марта 2014 года Джек Треттон покидает пост президента и генерального директора Sony Computer Entertainment America. Треттон заявляет, что достиг пика своей 19-летней карьеры в корпорации с запуском PlayStation 4 и хочет теперь быть свободным агентом (в конце мая 2014 года Треттон входит в состав консультативного совета компании Genotaur — стартапа, занимающегося разработкой AI для компьютерных игр, игрушек, робототехники и обучения).
2 апреля 2015 года было объявлено, что Sony Computer Entertainment приобрела интеллектуальную собственность облачного игрового сервиса OnLive и что его услуги прекратятся к концу месяца.

### Как Sony Interactive Entertainment (2016—2021)
1 апреля 2016 года Sony Computer Entertainment, Inc. и Sony Network Entertainment International, LLC были реорганизованы и объединены в новую компанию Sony Interactive Entertainment, LCC. Также в Японии, Sony Computer Entertainment, Inc. была реорганизована в Sony Interactive Entertainment, Inc.. В отличие от Sony Interactive Entertainment, Inc., которая базируется в Токио, Sony Interactive Entertainment, LLC базируется в Сан-Матео, Калифорния, и представляет весь бренд PlayStation, региональные филиалы и операции связанные с компанией. SCE Worldwide Studios также была переименована в SIE Worldwide Studios, вследствие смены названия материнской компании.
8 января 2019 года Sony объявила, что вместе с Sony Interactive Entertainment заключила окончательное соглашение о приобретении Audiokinetic.
20 марта 2019 года Sony Interactive Entertainment запустила в Японии платформу образовательных игр toio.
20 мая 2019 года Sony Interactive Entertainment переименовала киностудию PlayStation Originals в PlayStation Productions, для непосредственной работой над экранизациями компьютерных игр.
15 ноября 2019 года Sony Interactive Entertainment приобрела Insomniac Games, как часть SIE Worldwide Studios, за 229 млн долларов США.
8 ноября 2019 года было объявлено об открытии Malaysia Studio в рамках SIE Worldwide Studios. Эта студия стала первой студией Sony Interactive Entertainment в Юго-Восточной Азии.
В мае 2020 года SIE объявила о создании бренда PlayStation Studios для своих компьютерных игр.
В июле 2020 года Sony купила миноритарный пакет акций Epic Games за 250 миллионов долларов, в результате чего компания получила около 1,4 % акций. Инвестиции были сделаны из-за того, что Sony сотрудничала с Epic в разработке Unreal Engine 5, который она позиционировала для использования в играх на грядущей PlayStation 5, чтобы воспользоваться её высокоскоростными внутренними хранилищами для потоковой передачи в игре.
SIE начала выпускать некоторые из своих эксклюзивных игр для PlayStation 4 на Microsoft Windows, начиная с Horizon Zero Dawn в августе 2020 года и Days Gone в мае 2021 года. Джим Райан рассказал в интервью, что «есть возможность представить эти замечательные игры более широкой аудитории», и то, что выпуск Horizon Zero Dawn для Windows показывает большой интерес к дальнейшим релизам.
В марте 2021 года SIE объявила, что они совместно с RTS приобрели активы и собственность Evolution Championship Series в качестве совместного предприятия.
13 апреля 2021 года Epic Games объявила о получении дополнительных стратегических инвестиций в размере 200 миллионов долларов от Sony Group Corporation, материнской компании SIE.
В отчёте Sony для инвесторов от 29 мая 2021 года говорилось, что значительная часть недавнего желания SIE расшириться в сфере компьютерных игр под руководством Джима Райана, проистекает из мотивации к расширению бренда PlayStation в Китае, России и Индии — рынках, где консольные игры распространены гораздо меньше, чем на Западе и в Японии. В июне 2021 года Sony подтвердила, что они ценят аудиторию ПК-пользователей, но консоли PlayStation по-прежнему будут «первым» и «лучшим» местом для игры в их игры.
3 мая 2021 года Sony Interactive Entertainment объявила о приобретении миноритарной доли в Discord, которая будет интегрирована в сеть PlayStation Network к началу 2022 года.

### PlayStation Studios и приобретения (с 2021)
2 июня 2021 года Team Asobi (внутренняя команда Japan Studio) стала частью PlayStation Studios.
29 июня 2021 года Sony Interactive Entertainment купила игровую студию Housemarque (разработчики игры Returnal), которая стала частью PlayStation Studios.
2 июля 2021 года было объявлено о приобретении студии Nixxes Software, занимающаяся портированием игр, как часть PlayStation Studios.
31 января 2022 года было объявлено о покупке студии Bungie (Destiny, Destiny 2 и Halo). В свою очередь Bungie подтвердила, что останется самостоятельной компанией и будет выпускать свои проекты на все игровые платформы.
В марте 2022 года Sony Interactive Entertainment приобрела Haven Interactive Studios и включила её в состав PlayStation Studios, что сделало студию первой командой разработчиков Sony в Канаде.
18 июля 2022 года Sony Interactive Entertainment объявила о приобретении Repeat.gg.
29 августа 2022 года Sony Interactive Entertainment объявила о приобретении студии Savage Game Studios, разрабатывающая мобильные игры. Savage Game Studios присоединилась к недавно созданному независимому подразделению PlayStation Studios Mobile.
31 августа 2022 года было объявлено, что Sony Interactive Entertainment приобрела 14,9 % акций FromSoftware.
В конце марта 2024 года генеральный директор Джим Райан покинул Sony. Президент, главный операционный и финансовый директор Sony Group Хироки Тотоки занял пост председателя и временного генерального директора SIE.
В мае 2024 года Sony объявила новых генеральных директоров, которыми с 1 июня 2024 года станут Хермен Хюльст и Хидэаки Нисино. Хюльст возглавит Studio Business Group, где он будет курировать разработку компьютерных игр, а также другие медиа, в том числе телевидение и кино. Генеральным директором Platform Business Group станет Нисино, в которой он будет курировать аппаратное обеспечение, технологии, аксессуары, PlayStation Network и связи с другими разработчиками и издателями.
В января 2025 года Sony объявила о том, что с 1 апреля 2025 года единоличным генеральным директором станет Хидэаки Нисино, а Хермен Хюльст останется во главе SIE Studio Business Group.

## Структура компании

### Studio Business Group
- PlayStation Studios
- PlayStation Productions
- Bungie

### Platform Business Group
- PlayStation
  - PlayStation Network
- Audeze
- Audiokinetic
- toio
- iSize[85]

### Другое
- Dimps
- Evolution Championship Series
- Repeat.gg

### Владение акциями
- Epic Games (5,4 %)[86][87]
- Devolver Digital (5 %)[88]
- FromSoftware (14,9 %)[80]

### Бывшие компании
- Arc Entertainment Inc.[2][89]
- Contrail[2][89]
- ForwardWorks[90]
- Gaikai
- SN Systems[91]
- Sony Network Entertainment International[92]
- Sony Online Entertainment[93]
- Sugar & Rockets, Inc.[2][89]

### Филиалы
- Sony Interactive Entertainment, LLC (Сан-Матео, Калифорния) — глобальная и региональная штаб-квартира для стран Северной Америки и Латинской Америки (кроме Кубы и стран Карибского бассейна)
- Sony Interactive Entertainment Europe Ltd. (Лондон, Англия) — контролирует операции в Европе, Южной Африке, на Ближнем Востоке, Индии, Турции, Австралии и Новой Зеландии (кроме России, Египта, Беларуси и стран Балтии)
  - Sony Interactive Entertainment Network Europe Ltd.[94]
  - Sony Interactive Entertainment Direct Europe Ltd.[94]
- Sony Interactive Entertainment, Inc. и Sony Interactive Entertainment Japan Asia (Минато, Токио, Япония) — контролируют операции в Японии и Азии; ранее был штаб-квартирой Sony Computer Entertainment, Inc.
- Sony Interactive Entertainment Korea, Inc. (Сеул, Республика Корея)— контролирует операции в Республике Корея
- Sony Interactive Entertainment Singapore Pte Ltd[95] (Сингапур) — работает по всей Юго-Восточной Азии
- Sony Interactive Entertainment Taiwan, Inc. (Тайбэй, Тайвань) — контролирует операции на Тайване
- Sony Interactive Entertainment Shanghai Co., Ltd. (Шанхай, Китай) — контролирует свою деятельность на материковом Китае
- Sony Interactive Entertainment Hong Kong Ltd. (Гонконг) — для операций в Гонконге и Макао.

## Руководство

### Председатели Sony Interactive Entertainment
- Сигэо Маруяма (2001—2002)[96][97]
- Кэн Кутараги (2006—2011)[98]
- Акира Сато (2009—2011)[98]
- Кадзуо Хираи (2011—2012)[98][99]
- Эндрю Хаус (2017)
- Хироки Тотоки (2023—2024)[100]

### Президенты и CEO Sony Interactive Entertainment
- Тосио Одзава (1993—1995)[101]
- Тэрухиса Токунака (1995—1999)[96]
- Кэн Кутараги (1999—2006)[96]
- Кадзуо Хираи (2006—2011)
- Эндрю Хаус (2011—2017)
- Джон Кодера (2017—2019)
- Джим Райан (2019—2024)[102][103]
- Хироки Тотоки (2024)[103][84]
- Хермен Хюльст (2024—2025)[104][84]
- Хидэаки Нисино (с 2024)[104]

### Президенты Sony Interactive Entertainment America
- Стив Рэйс (1994—1995)[105]
- Кэн Кутараги (1997—2003)
- Кадзуо Хираи (2003—2006)
- Джек Треттон (2006—2014)
- Шон Лейден (2014—2018)[106]

### Президенты Sony Interactive Entertainment Europe
- Крис Диринг (1995—2005)[107]
- Дэвид Ривз (2005—2009)[96][108]
- Эндрю Хаус (2009—2011)[96]
- Джим Райан (2011—2019)

### Президенты Sony Interactive Entertainment Japan Asia
- Шон Лейден (2007—2010)
- Ацуси Морита (2014—2019)[109]

## Продукция

### Игры и франшизы
- 1995 — Wipeout
- 1995 — Twisted Metal
- 1997 — Gran Turismo
- 1997 — Everybody’s Golf
- 1997 — MediEvil
- 1999 — Ape Escape
- 2000 — Франшизы студии Bend Studio
- 2001 — Франшизы студии Naughty Dog*
- 2001 — Ico
- 2001 — Kinetica
- 2002 — The Getaway
- 2005 — Франшизы студии Guerrilla Games
- 2005 — God of War
- 2005 — Shadow of the Colossus
- 2006 — PaRappa the Rapper
- 2006 — MLB: The Show
- 2007 — Uncharted
- 2008 — LittleBigPlanet
- 2009 — Demon’s Souls
- 2011 — Франшизы студии Sucker Punch Productions
- 2012 — Gravity Rush
- 2013 — The Last of Us
- 2013 — Knack
- 2015 — Bloodborne
- 2016 — The Last Guardian
- 2017 — Horizon
- 2018 — Marvel’s Spider-Man**
- 2019 — Days Gone
- 2019 — Blood & Truth
- 2019 — Concrete Genie
- 2019 — Франшизы студии Insomniac Games***
- 2020 — Ghost of Tsushima
- 2021 — Франшизы студии Housemarque
- 2021 — Destruction AllStars
- 2021 — Returnal
- 2022 — Франшизы студии Bungie****

- За исключением серии игр Crash Bandicoot, которая принадлежит Activision Blizzard.*
- Комиксы, мультфильмы, игрушки и видеоигры о Человеке-пауке принадлежат Disney/Marvel. Права на экранизацию Человека-паука принадлежат Sony Pictures Entertainment.**
- За исключением серии игр Spyro the Dragon, которая принадлежит Activision Blizzard.***
- За исключением серии игр Halo, которая принадлежит Microsoft.****

### Фильмы и сериалы
Киностудия была создана для производства фильмов и сериалов по интеллектуальной собственности Sony Interactive Entertainment.

### Игровые консоли и периферийные устройства

#### PlayStation
Первая серийная игровая консоль Sony, PlayStation (во время разработки имеющая кодовое название «PSX»), изначально была разработана как аддон в виде привода компакт-дисков для игровой консоли Super Nintendo Entertainment System/Super Famicom. Когда перспектива выпуска системы в качестве аддона рассеялась, Sony преобразовала устройство в свою собственную игровую консоль.
PlayStation была выпущена в Японии 3 декабря 1994 года, а затем в Северной Америке 9 сентября 1995 года. После 12-летней продажи консоли PlayStation, было распродано более 102 миллионов единиц.

#### PlayStation 2
PlayStation 2 была выпущена в 2000 году. Является первой игровой консолью с функцией воспроизведения DVD, а также обладает обратной совместимостью с оригинальными играми PlayStation.
Sony Computer Entertainment, Inc. подверглась резкой критике после запуска PS2 из-за игр, выпущенных как часть стартовой линейке, а также из-за трудностей для геймдизайнеров, которые изо всех сил пытались портировать игры с Sega Dreamcast. Однако, несмотря на эти жалобы, PlayStation 2 получила широкую поддержку со стороны сторонних разработчиков.
28 декабря 2012 года Sony подтвердила, что прекратит производство PS2. Является самой продаваемой игровой домашней консолью в истории, с результатом в более 155 миллионов проданных консолей.
В конце 2012 года Джеймс Плафке в интервью для сайта ExtremeTech, назвал PlayStation 2 революционной и заявил, что консоль «перевернула игровую индустрию с ног на голову»:

Помимо того, что PlayStation 2 является «первой» next-gen консолью, а также являющиеся для многих, многих людей первым DVD-плеером, стала своего рода «Золотым веком» индустрии компьютерных игр. Игровые технологии становились чрезвычайно сложными … Sony, казалось, знала точный путь к популярности, превратив консоль с наименее мощным железом того поколения, в гигантский успех.
— ExtremeTech

#### PlayStation Portable
PlayStation Portable (PSP) была первой попыткой Sony Computer Entertainment, Inc. выйти на рынок портативных консолей. Впервые о её разработке было объявлено на конференции Electronic Entertainment Expo в 2003 году, а официально она была представлена на конференции E3 2004. Консоль была выпущена в Японии 12 декабря 2004 года, в Северной Америке 24 марта 2005 года, в Европе и Австралии 1 сентября 2005 года.

#### PlayStation 3
Дата выпуска PS3 была объявлена Кадзуо Хираи на конференции перед E3, состоявшейся в Sony Pictures Studios 8 мая 2006 года. PS3 была выпущена в Японии 11 ноября 2006 года, а в США 17 ноября 2006 года. PlayStation 3 выпустили в двух версиях: одна с жестким диском на 20 ГБ, а другая на 60 ГБ.
PS3 использует уникальную архитектуру обработки, микропроцессор Cell, разработанную Sony совместно с Toshiba и IBM. Графический процессор RSX Reality Synthesizer был разработан совместно Nvidia. За всё время было выпущено несколько вариаций, каждая с небольшими различиями в аппаратном или программном обеспечении, и каждая обладала разным размером прилагаемого жесткого диска.

#### PlayStation Vita
PS Vita является преемником PlayStation Portable. Консоль была выпущена в Японии и других частях Азии 17 декабря 2011 года, и затем в Европе, Австралии и Северной Америке 22 февраля 2012 года.
Внутри Vita используется 4-ядерный процессор ARM Cortex-A9 MPCore и 4-ядерный графический процессор SGX543MP4 +, а также программное обеспечение LiveArea в качестве основного пользовательского интерфейса, который заменяет XrossMediaBar.
1 марта 2019 года Sony прекратила производство игр на носителях.

#### PlayStation 4
PS4 была выпущена в Северной Америке 15 ноября 2013 года, в Европе 29 ноября 2013 года и в Японии 23 февраля 2014 года.
Описанная Sony как консоль «следующего поколения», включала в себя такие функции, как расширенные социальные возможности, возможности второго экрана с использованием PlayStation Vita, сервис-подписку PlayStation Plus и совместимость с платформой потокового вещания Twitch.
После заявления китайского правительства в январе 2014 года о снятии 14-летнего запрета на игровые консоли в стране, PS4 должна была стать первой игровой консолью Sony, официально и законно выпущенной в Китае после PlayStation 2 (запрет был принят в 2000 году для защиты психического здоровья молодых людей). Около 70 разработчиков игр, включая Ubisoft и Koei, начали обслуживать китайских пользователей PlayStation.
6 декабря 2014 года оригинальной консоли PlayStation исполнилось 20 лет и был анонсирован выпуск ограниченной серии юбилейной PlayStation 4 с эстетичным дизайном, напоминающим оригинальную PlayStation.

#### PlayStation 5
PS5 выпущена 12 ноября 2020 года в Северной Америке, Мексике, Республике Корее, Японии, Австралии и Новой Зеландии, а 19 ноября 2020 года во всём остальном мире.
В отличие от своей предшественницы, PlayStation 5 вместо жёсткого диска использует модифицированный твердотельный накопитель (SSD) — включающий алгоритм сжатия и декомпрессии Oodle Kraken и систему кодирования текстур Oodle Texture. Новая подсистема ввода/вывода позволяет значительно улучшить общую производительность консоли. Также SSD теперь может быть использован в качестве виртуальной ОЗУ.